# Lalueza
Lalueza là một đô thị trong tỉnh Huesca, Aragon, Tây Ban Nha. Theo điều tra dân số 2004 (INE), đô thị này có dân số là 1.140 người.
The nearest towns are: Orilenn, Sodeto, and San Lorenzo del Flumen.